# Colleen Otten
Colleen Otten (1956) is een Nederlandse schaakster.
Otten is lid van de schaakvereniging Kijk Uit te IJmuiden. Ze won het knock-outtoernooi in 2000, waarbij Bianca Muhren de tweede plaats bezette. In 2001 speelde ze mee in het dameskampioenschap van Nederland en werd daar vijfde.